# Annemiek de Haan
Annemiek Nicolien de Haan (Groninga, 15 de julio de 1981) es una deportista neerlandesa que compitió en remo.
Participó en tres Juegos Olímpicos de Verano, obteniendo tres medallas, bronce en Atenas 2004, plata en Pekín 2008 y bronce en Londres 2012, en la prueba de ocho con timonel. Ganó una medalla de bronce en el Campeonato Mundial de Remo de 2005.

## Palmarés internacional
| Juegos Olímpicos   | Juegos Olímpicos      | Juegos Olímpicos  | Juegos Olímpicos |
| Año                | Lugar                 | Medalla           | Prueba           |
| ------------------ | --------------------- | ----------------- | ---------------- |
| 2004               | Atenas (Grecia)       | Medalla de bronce | Ocho con timonel |
| 2008               | Pekín (China)         | Medalla de plata  | Ocho con timonel |
| 2012               | Londres (Reino Unido) | Medalla de bronce | Ocho con timonel |
| Campeonato Mundial |                       |                   |                  |
| Año                | Lugar                 | Medalla           | Prueba           |
| 2005               | Kaizu (Japón)         | Medalla de bronce | Ocho con timonel |